# Eddie Steeples
Eddie Steeples (* 25. listopadu 1973, Spring, Texas, USA) je americký herec, který se proslavil rolí Darnella Turnera v seriálu Jmenuju se Earl.

## Životopis
Narodil se a vyrostl v Texasu a byl nejstarším z osmi dětí. Matka byla evangelistka a otec kazatel. Už ve čtyřech letech věděl, že chce být hercem. Často o tom mluvil, takže jeho matka se připravovala na to, že v dospělosti zrealizuje svoje plány. Po maturitě na Klein Oak High School v roce 1992 se přestěhoval do Santa Cruz, kde začal brát hodiny herectví a zahrál si po boku Toma Cruise. V polovici 90. let se přestěhoval do New Yorku.

## Filmografie
- Whoa (2001)
- People Are Dead (2002)
- Torque (2004)
- Jmenuju se Earl (My Name Is Earl) (2005–2009) TVS
- The Best of Robbers (2006)
- Wristcutters: A Love Story (2006)
- Akeelah and the bee (2006)
- The Lost (2006)
- Roman (2006)
- When Is Tomorrow (2007)
- I Know Who Killed Me (2007)
- Reel Life (2009)
- Raising Hope (2010) TV
- Legs (2011)